# 奥泽尔茨科耶站
奥泽尔茨科耶站（羅馬化：Ozeretskoe）是俄羅斯薩哈林鐵路的一個車站，位於阿尼瓦境內。其前身為日治時期鐵道省南樺鐵道的車站江之浦站（日语：／ Enoura eki */?）。
1945年時蘇聯佔領庫頁島，也接收了南樺鐵道與沿線各車站，並在隔年將站名改為奥泽尔茨科耶。車站持續營運到1993年時才廢站。

## 歷史
- 1926年 - 南樺鐵道開通開業。
- 1945年8月：蘇聯紅軍進攻庫頁島，包含車站及全線均為蘇聯紅軍所接收。

## 運行狀況
- 新場站與留多加站之間1日3次往返車班。

## 車站鄰近
南樺鐵道
新場- 江之浦 -濱路